# اتلریدا لیوپولد
اتلریدا لیوپولد (انگلیسی: Ethelreda Leopold؛ ‏ ۲ ژوئیهٔ ۱۹۱۴ – ۲۶ ژانویهٔ ۱۹۹۸) بازیگر اهل ایالات متحده آمریکا بود که مابین سال‌های ۱۹۳۴ تا ۱۹۷۲، در حدود ۶۵ فیلم و چند ویدئوی تبلیغاتی بازی کرد. او دانش‌آموختهٔ مؤسسه هنر شیکاگو بود و در چندین فیلم از مجموعه فیلم‌های سه کله‌پوک نقش‌آفرینی نمود.

## گزیده نقش‌آفرینی‌ها

### سینما
- دیکتاتور بزرگ
- این زن را به چنگ می‌آورم
- ساده‌لوح در آکسفورد
- جادوگر شهر از
- باد بسامان
- هتل هالیوود
- زن بدنام
- مرد من گادفری
- اتاق ستاره
- فرانکنشتاین جوان
- ملفیستو والز
- میرا برکینریج
- امور خانوادگی
- دختر شوخ
- اسکار
- خدمتکار نامرتب
- قاتلان
- همه‌چیز درباره ایو
- گناه هارولد دیدلباک
- آسمان‌های آبی
- یک شب در کازابلانکا
- غول کوچک
- ناهارخوری هالیوود
- در جامعه
- زن عنکبوتی
- دیوانه‌خانه
- جاسوس محبوب من
- خرابکار
- آتیش‌پاره
- آبشار نیاگارا
- جویندگان طلا در سال ۱۹۳۵

### تلویزیون
- دود اسلحه
- ستوان کلمبو
- مری تایلر مور
- شعبده‌باز
- کارآگاه راکفورد
- خانواده والتون
- دودمان
- متأهل… بچه‌دار
- مانکیز
- افسونگر
- اندی گریفیت شو
- مک‌کلاود
- بونانزا
- بتمن